# Hans Ulrich (Wirtschaftswissenschaftler)
Hans Ulrich (* 12. November 1919 in Brig; † 23. Dezember 1997 in St. Gallen) war ein Schweizer Wirtschaftswissenschaftler.

## Leben und Werk
Ulrich war von 1954 bis 1985 ordentlicher Professor an der Hochschule St. Gallen. Dort gründete er 1954 das Institut für Betriebswirtschaft und war lange Jahre Präsident.
Hans Ulrichs Verdienst ist es, klar zwischen Betriebswirtschaftslehre und Managementlehre zu unterscheiden und entsprechend verschiedene Zugänge zu Lehre und Wissenschaft zu suchen. Er begründete seine Managementlehre auf den Grundlagen der Systemtheorie und Kybernetik. Auf Ulrich geht das St. Galler Management-Modell zurück; von Beginn an wurde es auf den adäquaten Umgang mit komplexen Systemen ausgerichtet.
Wichtige Themenkreise für Hans Ulrich und sein Team an der Hochschule St. Gallen waren:
- Die Auseinandersetzung mit grundlegenden Merkmalen dynamischer Systeme und ihrer Relevanz für gesellschaftliche Systeme. Zu diesen Merkmalen zählt Ulrich unter anderem: Ganzheit, Vernetztheit, Umwelt, Komplexität, Ordnung, Lenkung, Entwicklung.
- Die Entwicklung einer systemischen Problemlösungsmethodik. Ulrich und Probst (1988) unterscheiden sechs Schritte: 1) Bestimmen der Ziele und Modellieren der Problemsituation; 2) Analysieren der Wirkungsverläufe; 3) Erfassen und Interpretation der zukünftigen Veränderungsmöglichkeiten der Situation; 4) Abklären der Lenkungsmöglichkeiten; 5) Planen der Strategien und Massnahmen; 6) Verwirklichen der Problemlösung.
- Die Entwicklung von umfassenden Konzepten für normative, strategische und operative Führung.

Zu seinen Mitarbeitern gehörten u. a. die späteren Professoren Peter Gomez, Walter Krieg, Fredmund Malik und Gilbert Probst.
In Würdigung seines Werks wurden ihm Ehrendoktorate der Universitäten Zürich, Augsburg und Mannheim verliehen. Hans Ulrich ist der Vater des Wirtschaftsethikers Peter Ulrich, der das Institut für Wirtschaftsethik der Hochschule St. Gallen aufgebaut hat, sowie des Sozialwissenschaftlers und Philosophen Werner Ulrich.

## Veröffentlichungen (Auswahl)
- Hans Ulrich (1968). Die Unternehmung als produktives soziales System. Bern: Haupt.
- Hans Ulrich und Gilbert Probst (1988). Anleitung zum ganzheitlichen Denken und Handeln. Ein Brevier für Führungskräfte. Bern: Haupt.
- Hans Ulrich (2001). Gesammelte Schriften. Werkausgabe in fünf Bänden. Bern: Haupt.
- Hans Ulrich (2001). Systemorientiertes Management: das Werk von Hans Ulrich. Ausgabe für Studierende. Bern: Haupt.